# Ramón Carrizales

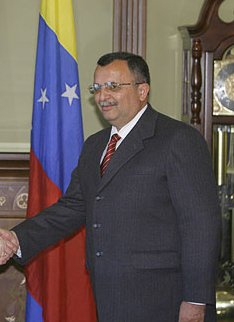
Ramón Carrizales

Ramón Alonso Carrizales Rengifo (* 8. November 1952 in Zaraza, Guárico) ist ein venezolanischer Politiker und war von 2008 bis 2010 Vizepräsident von Venezuela unter Hugo Chávez.

## Leben
Carrizales, ein ehemaliger Oberst der nationalen Streitkräfte und Absolvent der Academia Militar Venezolana, hatte seit dem Jahr 2000 verschiedene Regierungsämter inne. Zunächst leitete er die Fundación Fondo Nacional de Transporte Urbano (Fontur). Im März 2004 wurde er zum Minister für Infrastruktur ernannt, 2007 wurde er nach der Umstrukturierung der Regierung Chávez Minister für Wohnungsbau und Stadtplanung (Ministro para la Vivienda y Hábitat).
Im Januar 2008 ersetzte Präsident Chávez Vizepräsident Jorge Rodríguez, den Chávez-Anhänger für das Scheitern der Verfassungsänderung verantwortlich machten, durch Carrizales. Er war seit März 2009 zugleich Verteidigungsminister. Im Januar 2010 trat Carrizales „aus rein persönlichen Gründen“ zurück. Der Rücktritt erfolgte während der Demonstrationen gegen die Schließung des Fernsehsenders RCTV Internacional (Radio Caracas Televisión Internacional); Carrizales schloss jeden Zusammenhang mit Entscheidungen der Regierung aus. Gleichzeitig mit ihm erklärte seine Frau, Umweltministerin Yubirí Ortega, ihren Rücktritt.
Nach dem Jesús Aguilarte Gámez, der Gouverneur des Bundesstaats Apure, aus gesundheitlichen Gründen im Februar 2011 zurücktreten musste, übernahm Carrizales das Amt. Am 16. Dezember 2013 trat er für die Regierungskoalition bei den Wahlen in Apure an und wurde mit 63,30 % der Stimmen im Amt bestätigt.